# 데이비드 헤일
데이비드 E. 헤일(David E. Hale, 1987년 9월 27일 ~ )은 전 미국 출신의 야구 선수이다.

## 미국 프로야구시절
2013년에 애틀랜타 브레이브스에 입단하였다.

## 한국 프로야구시절

### 한화 이글스시절
2018년 시즌 중 성적 부진으로 방출된 제이슨 휠러를 대체할 외국인 투수로 영입되었다.3승4패 4점대 평균자책점을 기록하고 재계약이 불발되었다.그에 대체 용병으론 워릭 서폴드 채드 벨이 영입 되었다.

## 미국 프로야구복귀
2019년에 뉴욕 양키스와 마이너 계약을 하였다.